# Свободное радио Альбемута (фильм)
«Свобо́дное ра́дио А́льбемута» (англ. Radio Free Albemuth) — экранизация одноимённого фантастического романа Филипа Дика. Режиссёр фильма — Джон Алан Саймон, он же — сценарист и один из продюсеров. Главную роль в фильме исполняет Джонатан Скарф. Съёмки фильма начались в октябре 2007 году в Лос-Анджелесе.
Мировая премьера состоялась 25 февраля 2010 года.

## Сюжет
В этой альтернативной фантастической истории показан коррумпированный президент США Феррис Ф. Фремонт (ФФФ (FFF) — 666, число зверя), который занимает свой пост в 1960-е годы. Его характер лучше всего описывается, как смесь Джозефа Маккарти и Ричарда Никсона. Он отменяет гражданские свободы и права человека, разрабатывая теорию заговора вокруг фиктивной подрывной организации, известной как Aramchek. В дополнение к этому, он связан с правым популистским движением «Друзья американского народа». Его действия приводят к созданию реального сопротивления, которое осуществляется через радио Альбемут с таинственного чужеродного спутника, которым владеет внеземной суперинтеллект, всемогущее существо под именем ВАЛИС.

## Kickstarter
Так как фильм не был доступен широкой публике и показывался только на закрытых кинофестивалях, авторы подошли к публичному релизу в необычном формате. С 19 мая 2013 года была запущена сорокапятидневная акция по сбору денег на сервисе Kickstarter. За этот период было собрано $92 267 из необходимых $85 000. По заявлению авторов на эти деньги фильм будет показан в кинотеатрах на территории США, а также будет выпущен цифровой релиз. Для пользователей пожертвовавших более $70 будет доступен Blu-ray релиз.

## В ролях
- Джонатан Скарф — Николас Брейди
- Аланис Мориссетт — Сильвия Садасса Арамчек
- Ши Уигхэм — Филип Дик
- Кэтрин Уинник — Рейчел Брейди
- Скотт Уилсон — Феррис Фримонт

Одним из действующих лиц фильма выведен сам автор фантастического романа — Филип Дик .

## Создание фильма
В феврале 2004 года компания «Utopia Pictures & Television» приобрела права на шесть романов Филипа Дика, среди которых был и роман 1985 года «Свободное радио Альбемута», считающийся наполовину автобиографическим. К работе над экранизацией романов был привлечён продюсер Джон Алан Саймон. Для экранизации «Свободного радио Альбемута» Саймон стал также сценаристом и режиссёром. Съёмки начались в октябре 2007 года в Лос-Анджелесе.